# Lydia Moss Bradley
Lydia Moss Bradley, född 1816, död 1908, var en amerikansk bankstyrelsemedlem. 
Hon är inkluderad i National Women's Hall of Fame. 